# Larmorjeva frekvenca
Larmórjeva frekvénca je frekvenca, s katero jedrski spini precesirajo v zunanjem magnetnem polju. Larmorjeva frekvenca je premo sorazmerna gostoti magnetnega polja B, sorazmernostni koeficient je giromagnetno razmerje γ, ki je odvisno od vrste jeder. Pojav je poimenovan po irskem fiziku Josephu Larmorju, ki je kot prvo to gibanje tudi opisal. Frekvenca je ključna za razumevanje različnih tehnologij, kot sta NMR in EPR, aplicira pa se v številnih znanostih ter tehnologiji. Razumevanje Larmorjeve precesije omogoča globlje vpoglede v magnetne lastnosti snovi in obnašanje nabitih delcev v magnetnih poljih.